# Cultura di Karasuk

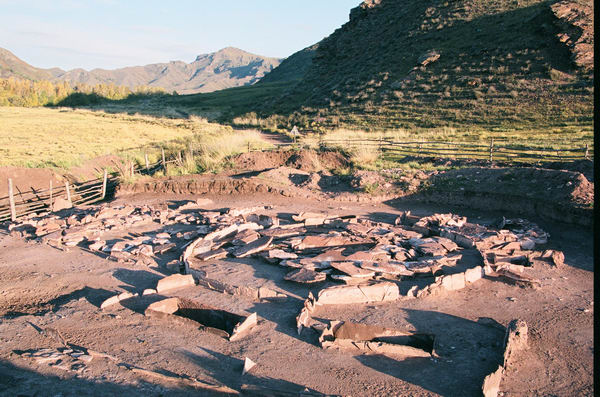
Necropoli della cultura di Karasuk nella campagna presso Kazanovka, Repubblica della Hakassia, Russia.

La cultura di Karasuk comprende un gruppo di società tipiche dell'Età del Bronzo distribuite territorialmente dal mare di Aral sino all'alto Yenisei nel periodo 1500-800 a.C.
Le vestigia rinvenute sono minimali ed interamente formate da reperti di tipo funerario. Sono note almeno 2000 sepolture.
È stato proposto che la cultura karasukiana si sia formata per fusione fra le locali culture siberiane (cultura glascoviana) con elementi Indo-Iranici immigrati.
L'economia era basata su agricoltura primitiva ed allevamento. Sono noti inoltre artefatti in lega di bronzo e arsenico.
Nelle regioni orientali, la cultura di Karasuk, portata da allevatori che praticavano la pastorizia, soppiantò le preesistenti culture di Andronovo e di Afanasevo.
L'arte karasukiana è affine all'arte animalistica tipica delle popolazioni scite di area siberiana, ma era altresì caratterizzata da tipici tratti distintivi che ricordavano l'arte cinese del periodo Shang.
Gli insediamenti erano formati da abitazioni seminterrate, mentre l'inumazione avveniva in celle funerarie coperte da tumuli circondate da recinzione quadrata di pietra.
La lavorazione dei metalli era molto avanzata, prova ne sono gli artefatti quali coltelli ricurvi in bronzo con impugnatura decorata e briglie decorate per cavalcatura.
Venne poi sostituita, a partire dal IX secolo a.C., nella stessa area, dalla cultura di Tagar.

## Interpretazione della cultura di Karasuk
C'è indecisione su come interpretare le popolazioni karasukiane: a volte vengono considerate come comunità proto-iraniche, a volte come proto-turche provenienti da oriente.
È stato suggerito che siano gli antenati dei Ket e forse anche dei Ting-ling e dei Hsiung-nu, per via delle evidenti somiglianze tra i manufatti di Karasuk e quelli della cultura Shang (prima cultura stanziale e tradizionale della Cina, e la prima di cui sia stata accertata effettivamente l'esistenza) in contrapposizione rispetto alle culture provenienti da Occidente come la cultura di Andronovo e quella di Afanasevo, più tipicamente indoeuropee.
Secondo tale interpretazione, i karasukiani dovrebbero coincidere con la massa di immigrati (forse i Ting-ling?) in Siberia meridionale, provenienti dalla Cina settentrionale in seguito alla caduta del regno Shang e quindi verosimilmente si sarebbero in seguito sviluppati nei Hsiung-nu storici. In questo senso il contributo della cultura di Andronovo dovrebbe essere secondario.
L'antropologo G.F.Debets nota differenze tra la morfologia dei crani delle sepolture della cultura di Andronovo e quelli di Karasuk, in cui compaiono sia crani affini ad Andronovo sia crani che manifestano caratteristiche tipiche della morfologia mongoloide, forse provenienti dalla Cina settentrionale.